# 加里亞奇基夫卡
48°19′37″N 28°45′4″E / 48.32694°N 28.75111°E
加里亞奇基夫卡（烏克蘭語：Гарячківка），是烏克蘭的村落，位於該國西南部文尼察州，由圖利欽區負責管轄，始建於1500年，面積6.62平方公里，海拔高度203米，2001年人口2,334。